# Skandinaviska Banken
Skandinaviska Banken, übersetzt skandinavische Bank, war eine schwedische Bank, gegründet 1864 in Göteborg. 
Ihre Gründung stand im Zusammenhang mit den politischen Bestrebungen Skandinavien zusammenzuschließen, das heißt Schweden, Norwegen und Dänemark zu einem Königreich zu vereinen. Als dies nicht geschah, blieb die Bank aufgrund der skandinavischen Währungsunion (→ Krone) sowie um auf eine mögliche Vereinigung von Schweden und Norwegen vorbereitet zu sein, dennoch bestehen.
Der ursprüngliche Name der Bank lautete Skandinaviska Kreditaktiebolaget und wurde später zu Skandinavska Banken geändert. Auch wenn im Namen skandinavisch verwandt wurde, handelte es sich eigentlich um eine schwedische Bank.
1910 stieg die Bank durch die Fusion mit der Skånes Enskilda Bank in die erste Reihe der schwedischen Banken auf. Die Skånes Enskilda Bank wurde bereits im Jahr 1831 als Privatnotenbank gegründet worden. 
Die Skandinaviska Banken hatten 1945 1.770 Mitarbeiter, die in 135 Filialen arbeiteten.
Im Jahre 1972 schloss sie sich mit der Bank Stockholms Enskilda zur Skandinaviska Enskilda Banken zusammen.
Siehe auch: Kreditinstitut, Skandinavische Währungsunion